# B2S
B2S ou b2s est une société néerlandaise organisatrice d'événements et festivals de musiques électroniques, créée en 2001. Ses principaux concepts sont Decibel Outdoor et Thrillogy. Basée à Rotterdam depuis sa création, elle fait partie du groupe américain SFX Entertainment depuis début 2014.

## Histoire
La société b2s est fondée en 2001. Elle a créé ou racheté de nombreux concepts. Sa première création est le concept « back2school » qui donne le nom à la société.
En mars 2014, l'américain SFX Entertainment rachète la société. Comme il avait procédé lors du rachat d'ID&T, concurrent de longue date de b2s, SFX Entertainment s'est d'abord porté acquéreur de 50 % des actions de b2s en octobre 2013, avant d'en prendre le contrôle complet début 2014, lors d'une transaction s'élevant à 14,3 millions de dollars et 400 000 actions.

## Concepts
b2s propose dix-sept concepts événementiels, lesquels accueillent environ 160 000 visiteurs chaque année.
| Nom concept      | Année de la première édition | Date de la dernière édition connue | Nombre d'éditions | Statut | Concept / Auditoire                                                                                 | Référence |
| ---------------- | ---------------------------- | ---------------------------------- | ----------------- | ------ | --------------------------------------------------------------------------------------------------- | --------- |
| 1992 is for you! |                              |                                    |                   |        | |           |
| back2school      | 1998                         | 24 décembre 2012                   |                   | actif  | Early hardcore 3 500 visiteurs                                                                      | ,         |
| Darkness 4 Life  |                              |                                    |                   |        | |           |
| Decibel          | 2002                         |                                    |                   | actif  | Techno hardcore et gabber ; la version « Decibel Outdoor » se déroule en plein air 50 000 visiteurs | [ 4 ]     |
| Drop the Bass    |                              |                                    |                   |        | |           |
| Euphoria         | 2007                         | 13 octobre 2012                    |                   | actif  | 8 000 visiteurs                                                                                     | [ 4 ]     |
| Hard Bass        | 2001                         | 9 février 2019                     |                   | Arrêté | Hardstyle 27 500 visiteurs                                                                          | [ 4 ]     |
| Hardcore 4 Life  |                              |                                    |                   | actif  | Techno hardcore 4 000 visiteurs                                                                     | [ 4 ]     |
| Knockout!        | 2009                         | 23 mars 2013                       |                   | actif  | 10 000 visiteurs                                                                                    | [ 4 ]     |
| Loudness         | 2003                         |                                    |                   | actif  | Techno hardcore 10 000 visiteurs                                                                    | [ 4 ]     |
| Parkzicht        |                              | 24 novembre 2012                   |                   |        | Hommage early hardcore à la boîte de nuit qui donna naissance au gabber, le Parkzicht.              |           |
| Project Hardcore | 2002                         | 22 septembre 2012                  | 12                |        | Techno hardcore, gabber 5 000 visiteurs                                                             | ,         |
| Pussy Lounge     | 1997                         | 14 octobre 2014                    |                   | actif  | Festival d'ambiance « érotique soft »                                                               | [ 4 ]     |
| Reactor          |                              |                                    |                   |        | |           |
| refuse           |                              |                                    |                   |        | |           |
| remember         |                              |                                    |                   |        | |           |
| Thrillogy        | 2007                         | 27 octobre 2012                    |                   | actif  | Hard dance                                                                                          | [ 4 ]     |
| Up!              |                              |                                    |                   |        | |           |

### Pussy Lounge
Le concept « érotique soft » de b2s existe depuis 1997. En 2014, il connaît quatre éditions, le 4 janvier, le 15 mars, le 14 juin — Pussy Lounge at the park, édition en plein-air à l'Asterplas de Breda, avec des artistes comme Paul Elstak, DJ Panic, The Dark Raver — et le 4 octobre à l'Ahoy Rotterdam à guichet fermé pour une édition « We love Pussy lounge XXL » accueillant en résidence les trois précédents ainsi que MC Ruffian et Ruthless. La musique électronique y est qualifiée de « freestyle ».

## Médias

### Radio
B2S propose une radio en ligne, intitulée « b2s radio ».